# Thành phố Panamá
Thành phố Panamá (tiếng Tây Ban Nha: Ciudad de Panamá; phát âm [sjuˈða(ð) ðe panaˈma]) là thủ đô và thành phố lớn nhất của Cộng hòa Panamá. Dân số đô thị là 430.299 người, nội thành thành phố có dân số 880.691 người, còn vùng đô thị rộng hơn có dân số 1.526.421 người. Thành phố tọa lạc bên mặt Thái Bình Dương của kênh đào Panama, ở tỉnh Panamá. Thành phố là trung tâm hành chính và chính trị của đất nước, cũng như một nơi tập trung thương mại và hoạt động ngân hàng. Đây được xem là một thành phố "Beta-Global", một trong ba thành phố Trung Mỹ nằm trong nhóm này.
Sân bay quốc tế Tocumen, sân bay lớn nhất và bận rộn nhất Trung Mỹ, có những chuyến bay hằng ngày đến các địa điểm lớn trên thế giới. Thành phố Panam, cùng Curitiba, Brasil, được chọn là thủ đô văn hóa châu Mỹ năm 2003. Thành phố thuộc top 5 các nơi để nghỉ hưu trên thế giới, theo tạp chí International Living.
Thành phố Panamá được thành lập ngày 15 tháng 8, 1519, bởi conquistador người Tây Ban Nha Pedro Arias Dávila. Thành phố là nơi khởi đầu cho những cuộc viễn chinh mà đã dẫn đến sự sụp đổ của Đế quốc Inca tại Peru.

### Khí hậu
| Dữ liệu khí hậu của Panama City (1971–2000)              | Dữ liệu khí hậu của Panama City (1971–2000) | Dữ liệu khí hậu của Panama City (1971–2000) | Dữ liệu khí hậu của Panama City (1971–2000) | Dữ liệu khí hậu của Panama City (1971–2000) | Dữ liệu khí hậu của Panama City (1971–2000) | Dữ liệu khí hậu của Panama City (1971–2000) | Dữ liệu khí hậu của Panama City (1971–2000) | Dữ liệu khí hậu của Panama City (1971–2000) | Dữ liệu khí hậu của Panama City (1971–2000) | Dữ liệu khí hậu của Panama City (1971–2000) | Dữ liệu khí hậu của Panama City (1971–2000) | Dữ liệu khí hậu của Panama City (1971–2000) | Dữ liệu khí hậu của Panama City (1971–2000) |
| Tháng                                                    | 1                                           | 2                                           | 3                                           | 4                                           | 5                                           | 6                                           | 7                                           | 8                                           | 9                                           | 10                                          | 11                                          | 12                                          | Năm                                         |
| -------------------------------------------------------- | ------------------------------------------- | ------------------------------------------- | ------------------------------------------- | ------------------------------------------- | ------------------------------------------- | ------------------------------------------- | ------------------------------------------- | ------------------------------------------- | ------------------------------------------- | ------------------------------------------- | ------------------------------------------- | ------------------------------------------- | ------------------------------------------- |
| Trung bình ngày tối đa °C (°F)                           | 33.4 (92.1)                                 | 34.2 (93.6)                                 | 34.8 (94.6)                                 | 35.4 (95.7)                                 | 34.5 (94.1)                                 | 33.8 (92.8)                                 | 33.9 (93.0)                                 | 33.9 (93.0)                                 | 32.9 (91.2)                                 | 32.6 (90.7)                                 | 32.9 (91.2)                                 | 33.3 (91.9)                                 | 33.8 (92.8)                                 |
| Tối thiểu trung bình ngày °C (°F)                        | 18.5 (65.3)                                 | 18.4 (65.1)                                 | 18.4 (65.1)                                 | 19.5 (67.1)                                 | 21.1 (70.0)                                 | 21.3 (70.3)                                 | 21.0 (69.8)                                 | 20.9 (69.6)                                 | 21.0 (69.8)                                 | 20.8 (69.4)                                 | 20.3 (68.5)                                 | 19.2 (66.6)                                 | 20.0 (68.0)                                 |
| Lượng mưa trung bình mm (inches)                         | 29.3 (1.15)                                 | 10.1 (0.40)                                 | 13.1 (0.52)                                 | 64.7 (2.55)                                 | 225.1 (8.86)                                | 235.0 (9.25)                                | 168.5 (6.63)                                | 219.9 (8.66)                                | 253.9 (10.00)                               | 330.7 (13.02)                               | 252.3 (9.93)                                | 104.6 (4.12)                                | 1.907,2 (75.09)                             |
| Số ngày mưa trung bình (≥ 0.1 mm)                        | 2.9                                         | 1.3                                         | 1.4                                         | 4.9                                         | 15.0                                        | 16.0                                        | 14.0                                        | 15.0                                        | 17.0                                        | 20.0                                        | 16.0                                        | 7.5                                         | 131.0                                       |
| Số giờ nắng trung bình tháng                             | 228.9                                       | 245.2                                       | 183.9                                       | 173.1                                       | 108.5                                       | 116.3                                       | 106.1                                       | 118.1                                       | 99.2                                        | 103.9                                       | 139.8                                       | 120.5                                       | 1.743,5                                     |
| Nguồn 1: Tổ chức Khí tượng Thế giới                      |                                             |                                             |                                             |                                             |                                             |                                             |                                             |                                             |                                             |                                             |                                             |                                             |                                             |
| Nguồn 2: ETESA (sunshine data recorded at Albrook Field) |                                             |                                             |                                             |                                             |                                             |                                             |                                             |                                             |                                             |                                             |                                             |                                             |                                             |